# ایلبسهایم بای لانداو ین در پفالتس
ایلبسهایم بای لانداو ین در پفالتس (به آلمانی: Ilbesheim bei Landau in der Pfalz) یک شهر در آلمان است که در زودلیشه واینشتراسه واقع شده‌است. ایلبسهایم بای لانداو ین در پفالتس ۱٬۲۶۰ نفر جمعیت دارد.